# احمد بن محمد بن عیسی اشعری
احمد بن محمد بن عیسی اشعری فردی از خاندان اشعری بود که در راستای ترویج مذهب شیعه فعالیت می‌کرد. وی در دهه اخیر قرن دوم هجری قمری در شهر قم به دنیا آمد و در دهه اخیر قرن سوم نیز درگذشت. محل دفن وی نیز شهر قم تخمین زده شده‌است. بنابر گفته نجاشی و طوسی، از رجال حدیثی شیعه، احمد از یاران و راویان علی‌بن موسی‌الرضا و محمد تقی و علی النقی (امامان هشتم و نهم و دهم شیعیان دوازده‌امامی) بود. در منابع حدیث‌پژوهی شیعی گزارش شده که وی برای افزایش علم و شناخت بیشتر مکتب حدیثی شیعه دوازده‌امامی و همین‌طور استماع حدیث؛ از قم به کوفه سفر داشته‌است. بر اساس منابع حدیثی شیعه، احمد بن محمد نزد ۱۶۰ استاد علم‌آموزی و نقل روایت کرده‌است. ابوعلی اشعری، سعد بن عبدلله، عبدلله بن جعفر حمیری، محمد بن حسن صفار و محمد بن یحیی عطار از شاگردان او عنوان شده‌اند. همچنین از احمد بن محمد بن عیسی بیش از ۲۲۹۰ حدیث و چندین آثار به جا مانده‌است.

## نام و تبار
نسب احمد بن محمد بن عیسی به فردی به نام ابوعامر می‌رسد. ابوعامر از صحابه بود و در غزوه حنین کشته شد. خاندان اشعری تا قبل از ظهور اسلام در زمرهٔ بت‌پرستان به‌شمار می‌رفتند و بعد از آن، به اسلام گرویدند. اشعریان از قدیمی‌ترین خاندان‌های شیعه در عصر غیبت صغری بودند. این خاندان از قبایل عرب در کوفه بودند که در قرن اول ه‍. ق، تحت شرایط خاص به قم مهاجرت کردند و از همان قرن اول تا قرن چهارم ه‍. ق، رهبری مذهبی و علمی شیعیان در شهر قم را بر عهده داشتند. از فعالیت‌های این خاندان در زمینه کلام و حدیث، تأسیس مکتب حدیثی قم است. به گزارش ربانی، تعداد زیادی از این خاندان جزء راویان حدیث قرار گرفتند.

## زندگی‌نامه
جزئیات زندگی احمد بن محمد دردسترس نمی‌باشد. به گفته نجاشی، احمد در سنین کودکی علی‌بن موسی الرضا را ملاقات کرده است و از طرفی بخاطر سکونت وی در قم، تنها مدت زمان کمی را در کنار محمدتقی و علی النقی بود واحادیث کمی را از این دو نفر روایت کرده است.  بنا بر گفته شیخ طوسی  از رجال‌شناسان حدیثی شیعه، احمد بن محمد بن عیسی از یاران علی‌بن موسی‌الرضا و محمد تقی و همچنین از یاران علی النقی می‌باشد. بنابراین با شواهد تاریخی در دسترس در زمینه ملاقات احمد بن محمد بن عیسی با علی‌بن موسی الرضا و روایات وی از حماد بن عیسی و صفوان بن یحیی، احتمال داده می‌شود که تولد وی قبل از سال ۱۹۰ ه‍.ق بوده باشد. نجاشی و شیخ طوسی از دانشمندان علم رجال شیعه، کنیه اباجعفر را برای أحمد بن محمد بن عیسی ذکر می‌کنند. کشی که از رجالیان شیعه می‌باشد؛ در روایتی نقل کرده که احمد، زمانی به دستور محمد تقی در مدینه خدمت وی رسیده بود. در این روایت تصریح شده که وی از سوی او نامه‌ای برای زکریا بن آدم، برده بوده‌است. در روایت مذکور، کنیهٔ احمد به صورت ابوعلی آمده‌است. احمد از محدثان امامی در دوره قبل از محمد بن یعقوب کلینی به‌شمار می‌آید. چنان‌که نجاشی دربارهٔ وی تعبیر شیخ القمیین و وجههم و فقیههم، غیرمدافع را به کار برده و طوسی نیز تعبیری نزدیک به همین مضامین را در مورد وی به کار برده‌است. ابن‌حجر عسقلانی نیز وی را شیخ الرافضة بقم خوانده‌است. احمد در برخی منابع زیدی به‌عنوان شیخ حسن بن علی ناصر اطروش، از ائمۀ زیدی مشهور، شناخته شده است وی شیخ و رئیس و فقیه قمی‌ها بود که در این مدت دشمن و مخالفی نداشت. قدرت سیاسی و اجتماعی وی چنان شد که وقتی بر اساس برداشت شرعی، عده‌ای را از قم اخراج کرد، کسی نتوانست با وی مخالفت کند. روایات اعتقادی زیادی از وی وجود دارد که نشان می‌دهد احمد بن محمد صاحب نظر در مباحث اعتقادی بوده‌است. وی سعی در انجام تصمیمات درست و عمل به وظیفه داشت و اگر در جایی متوجه نظر اشتباه خود می‌شد، دست از نظر قبلی برمی‌داشت. احمد بن محمد علاوه بر نشر احادیث، نظارت بر انتشار درست احادیث هم داشت. انصاری می‌نویسد: بیشتر مشایخ احمد بن محمد بن عیسی اهل کوفه بودند زیرا علیرغم اینکه وی اهل قم بود، برای شنیدن احادیث امامی به کوفه سفر می‌کرد. از تاریخ مرگ احمد اطلاعی در دست نیست، تنها چنان‌که از ابن‌غضائری نقل شده، احمد در زمان مرگ برقی (د ۲۷۴ یا ۲۸۰ق) زنده بوده‌است. به گزارش ربانی با توجه به اینکه نوه برقی سال درگذشت پدربزرگ خود را در سال ۲۸۰ ه‍.ق ذکر می‌کند لذا تاریخ درگذشت وی بعد از سال ۲۸۰ ه‍.ق عنوان می‌شود. اما اینکه پس از این تا چه مدتی در قید حیات بود معلوم نیست. احتمال می‌رود درگذشت او در دهه اخیر قرن سوم یا مقداری قبل از آن واقع شده باشد. محل دفن وی نیز مشخص نیست و منابع در این خصوص اظهار نظری قطعی نداشته‌اند؛ تنها این احتمال داده شده‌است که بخاطر اینکه محل تحصیل وی در قم بوده؛ در همان‌جا نیز دفن شده باشد.

## مقابله با غالیان
علی بن حسکه و قاسم یقطینی سردمداران اصلی غلو در زمان احمد بودند. احمد با غالیان مبارزه می‌کرد. وی به یونس بن عبدالرحمان، محدث و متکلم امامی، بدگمان بود اما بعدها به خاطر دیدن خوابی، از نظر خود برگشت و نوبه کرد. همچنین بخاطر تردیدی که احمد در زمینه روایت ابن محبوب از ابوحمزۀ ثمالی داشت، از حسن بن محبوب روایت نمی‌کرد که البته در این مورد هم قبل از مرگ از نظر خود بازگشت. کشی به نقل از نصر بن صباح، این حکایت را نقل کرده، با این وصف چنانکه در میان اسناد حدیث امامی دیده می‌شود، احمد از ابن محبوب بارها روایت کرده است. موردی دیگر در زمینه برخورد احمد با غالیان این بود که احمد بن ابی‌عبدالله برقی توسط وی از قم بیرون رانده شد که البته در این مورد هم احمد به اشتباه خود پی برد و احمد بن ابی‌عبدالله برقی رو مجدد به قم برگردادند و در تشییع جنازه وی با پای پیاده شرکت کرد. چنانچه در الضعفای منسوب به ابن غضائری آمده سهل توسط احمد بن محمد از قم بیرون رانده شد و دیگران هم از استماع احادیث او برحذر داشته شدند. محمد بن علی بن ابراهیم معروف به ابوسُمَیْنه نیز از کسانی بود که هنگام ورود به قم، مدتی نزد احمد بن محمد بن عیسی، منزل کرد و آن زمان‌که گرایش او به غلو آشکار شد، توسط احمد از قم رانده شد.

## فعالیت‌های علمی

### اساتید و شاگردان
خوئی رجال‌شناس شیعه تعداد اساتید احمد بن محمد را در کتب اربعه حدود ۱۶۰ نفر معرفی کرده‌اند. ازمیان مشایخی که احمد بن محمد بن عیسی از آنان حدیث شنیده، می‌توان احمد بن محمد بن عمرو بن ابی‌نصر بزنطی، حسن بن سعید بن حماد اهوازی و برادرش حسین، حسن بن عباس بن حریش رازی، حسن بن علی بن فضال کوفی، حسن بن علی بن زیاد وشاء، حسن بن محجوب سراد، سعید بن جناح ازدی بغدادی، صفوان بن یحیی بجلی، عثمان بن عیسی عامری کلابی، علی بن حدید بن حکیم مداینی، علی بن حکم نخعی، محمد بن ابی عمیر ازدی، محمد بن خالد بن عبدالرحمان برقی و محمد ابن سنان زاهری را نام برد. احمد از طریق این مشایخ و برخی دیگر، راوی احادیث بوده‌است. همچنین افرادی همچون سعد بن عبدالله اشعری، علی بن ابراهیم قمی، محمد بن یحیی عطار، احمد بن ادریس اشعری، داوود بن کوره قمی، محمد بن حسن صفار، عبدالله بن جعفر حمیری و حمید بن زیاد جزء شاگردان وی محسوب می‌شوند.

### آثار
خوئی رجال‌شناس شیعه، در کتاب معجم رجال الحدیث بیان می‌کند از احمد بن محمد بن عیسی بیش از ۲۲۹۰ حدیث گزارش شده‌است. وی به بعضی از آثار احمد بن محمد بن عیسی اشاره کرده‌است که از آن جمله: التوحید، فضل النبی، المتعه، النوادر(این کتاب باب بندی نشده بود و داود بن کوره آن را باب بندی کرد)، 'الناسخ و المنسوخ می‌باشد. نجاشی دانشمند رجالی شیعه در کتاب رجال النجاشی علاوه بر کتاب‌های ذکر شده به آثاری همچون الاظلة، المسوخ و فضائل العرب اشاره کرده‌است. ابن نوح نیز می‌گوید نزد الدبیلی، کتابی در مورد حج از احمد بن محمد بن عیسی دیدم. ابن شهر آشوب از محدثان شیعه در کتاب معالم العلماء کتاب الملاحم را به احمد بن محمد نسبت داده‌است. ابن ندیم محقق بغدادی در کتاب الفهرست خود ۳ کتاب الطب الکبیر و الطب الصغیر و المکاسب را جزء آثار احمد بن محمد بن عیسی ذکر می‌کند. .

## در علم رجال و حدیث
ابن‌حجر عسقلانی از علمای حدیث و فقه سنی، احمد بن محمد بن عیسی را به عنوان علامه‌ای از استادان شیعیان قم معرفی می‌کند. ابن ندیم فهرست نگار و محقق بغدادی نیز از وی به عنوان دانشمند یاد می‌کند. توجه و نظارت احمد بن محمد بن عیسی در نقل احادیث به گونه‌ای بود که اجازه ورود هر حدیثی را نمی‌داد. در این راستا طوسی رجال‌شناس حدیثی شیعه در کتاب اختیار معرفه الرجال المعروف به رجال الکشی و خویی رجال‌شناس حدیثی شیعه در کتاب  رجال الحدیث اشاره می‌کنند که احمد بن محمد بن عیسی از آنجا که در روایت ابن محبوب از ابوحمزه ثمالی تردید داشت، از ابن محبوب روایتی نقل نمی‌کرد. اما بعدها احمد از این تردید پشیمان شد و پیش از مرگ از نظر خود بازگشت. در کتاب‌های رجالی آمده‌است که به گفته ابن غضائری محدث و دانشمند رجالی شیعه، احمد بن محمد برقی که محدث امامی می‌باشد توسط احمد بن محمد بن عیسی به سبب روایاتی که نقل می‌کرد، از قم بیرون رانده شد. اما بعد از مدتی او را به قم بازگرداند و از وی عذر خواهی کرد و آن هنگام که برقی درگذشت، در تشییع جنازه او با پای برهنه شرکت کرد تا پشیمانی از کرده خویش را نشان دهد.